# Pilobatella baloghi
Pilobatella baloghi är en kvalsterart som beskrevs av Sandór Mahunka 2003. Pilobatella baloghi ingår i släktet Pilobatella och familjen Haplozetidae. Inga underarter finns listade i Catalogue of Life.